# Love Canal
Love Canal är ett område i sydöstra hörnet av staden Niagara Falls, delstaten New York, USA, nära gränsen till Kanada. En kanal, namngiven efter William T. Love som tog initiativ till bygget i början av 1890-talet, färdigställdes delvis (ca 1,6 km) men togs aldrig i bruk.
Love Canal kom även att bli namnet på en omfattande miljöskandal i USA som fick stor uppmärksamhet från 1978 fram till 1995 då Occidental Petroleum ålades att betala 129 miljoner amerikanska dollar i skadestånd.

## Miljöskandal
1920 såldes kanalen och den omgivande marken till staden Niagara Falls, som började dumpa kemiskt avfall i kanalen. Man ansåg att platsen var lämplig på grund av förekomsten av täta lerlager. På 1940-talet och i början på 1950-talet grävde företaget Hooker Chemical and Plastics Corporation ned ca 22.000 ton giftigt avfall i området. 1952 upphörde dumpningen,  och man täckte kanalen med ett drygt metertjockt lerlager. Senare, när staden växte kraftigt, ville den lokala skolstyrelsen bygga en skola i området, trots varningar. Den plats man valt för skolbygget befanns vara olämplig och man ändrade till en annan plats, som dock visade sig ligga direkt ovanpå ett lager med kemiskt avfall. Vid bygget förstörde man därmed en del av det skyddande lerlagret.
1957 byggdes avloppsledningar till ett område som skulle komma att byggas intill avfallsupplaget. Därmed använde man grus, vilket ökade läckaget av kemikalier.
Under påföljande år började folk i området att märka av problem med lukt och "substanser" som började märkas i trädgårdarna.

### Hälsoproblem utreds
1978 började Lois Gibbs, ordförande i Love Canals husägarförening, att undersöka hälsotillståndet bland de boende. Området hade en mycket hög förekomst av cancer, och en alarmerande förekomst av missbildningar bland nyfödda. Efter ytterligare efterforskningar fann Gibbs att området var utsatt för kemiska risker på grund av den närbelägna avfallstippen. Därpå inleddes en tre år lång kamp för att påvisa att avfallet nedgrävt av Hooker Chemical faktiskt var orsaken till hälsoproblemen. Under denna period mötte de boende motstånd både från Hooker Chemical (numera Occidental Petroleum) och från myndigheter gällande ansvarsfrågan. Även bland de boende själva förekom viss skepsis mot protesterna, vilket gjorde de aktiva frustrerade. Den skola som tidigt byggts i området låg dock inom själva tipp området och var tvungen att rivas. Emellertid ville varken skolstyrelsen eller kemiföretaget erkänna ansvar.
1978 blev området även känt genom rapporter i amerikansk massmedia, och det omnämndes som en "hälsobomb". 7 augusti 1978 deklarerade president Jimmy Carter området som en nödsituation på federal nivå, och de som bodde närmast avfallstippen blev evakuerade. Man hittade genom vetenskapliga undersökningar ett antal cancerframkallande ämnen, främst bensen. 1980 fann man att invånare i området drabbats av kromosomförändringar. 21 maj 1980 deklarerade Jimmy Carter undantagstillstånd i området, och 700 hushåll evakuerades tillfälligt. Slutligen löste staten in mer än 800 bostäder och den amerikanska kongressen beslutade om Superfund, en lag som gör förorenare skyldiga till ansvar (och en skattefinansierad fond för de fall där det inte går att utröna vem som har ansvaret). De flesta hus i området kom att rivas. En del äldre invånare på östra sidan av området bor kvar. Fritidshus byggdes även i början av 1990-talet, längs ett staket som skiljer av mot det förgiftade området. 
Occidental Petroleum stämdes och ålades att betala 129 miljoner amerikanska dollar 1995. Reningen av det förorenade området leddes av det kanadabaserade företaget Conestoga-Rovers & Associates.

## I populärkultur
Love Canal figurerar i romanen The Falls (2004, sv. Fallen) av Joyce Carol Oates. Miljöskandalen omnämns även i filmen Erin Brockovich, som bygger på ett liknande verklighetsbaserat fall i Kalifornien. 